# Parafia Ewangelicko-Augsburska w Prudniku
Parafia Ewangelicko-Augsburska w Prudniku – historyczna parafia Kościoła Ewangelicko-Augsburskiego w RP w Prudniku, na terenie dzisiejszej diecezji katowickiej.

## Historia
Gmina ewangelicka istniała w Prudniku od 1532, kiedy na Górny Śląsk dotarła reformacja. W 1554 protestanci przejęli katolicki kościół parafialny św. Michała Archanioła. W mieście nie było już żadnych katolików. W tym czasie wybudowano kościoły protestanckie m.in. w pobliskich Niemysłowicach, Rudziczce i Mieszkowicach. W 1561 miasto uzyskało samodzielność, właścicielem Prudnika i okolic został magistrat oraz mieszkańcy, dzięki czemu wiara ewangelicka utrzymała się w Prudniku dłużej niż w innych miastach Śląska. Po zakończeniu wojny trzydziestoletniej rozpoczęła się decydująca faza kontrreformacji w Prudniku. Wybudowany przez ewangelików w 1627 kościół cmentarny został przekazany kapucynom.
Gmina w Prudniku i Szybowicach była pierwszą gminą na Górnym Śląsku, której w okresie wojen śląskich pozwolono na odprawianie nabożeństw ewangelickich. W 1742 pierwszym pastorem miasta został Johann Albrecht Schüssler. Oprócz miasta, do parafii ewangelickiej w Prudniku weszły wsie: Łąka Prudnicka, Niemysłowice, Lubrza, Dytmarów, Krzyżkowice, Pomorzowice, Pomorzowiczki, Ściborzyce Małe, Olszynka, Słoków, Laskowice, Czyżowice i Mokra. Nabożeństwa odbywały się w sali modlitewnej na zamku w Prudniku, który został zniszczony podczas pożaru w 1806.

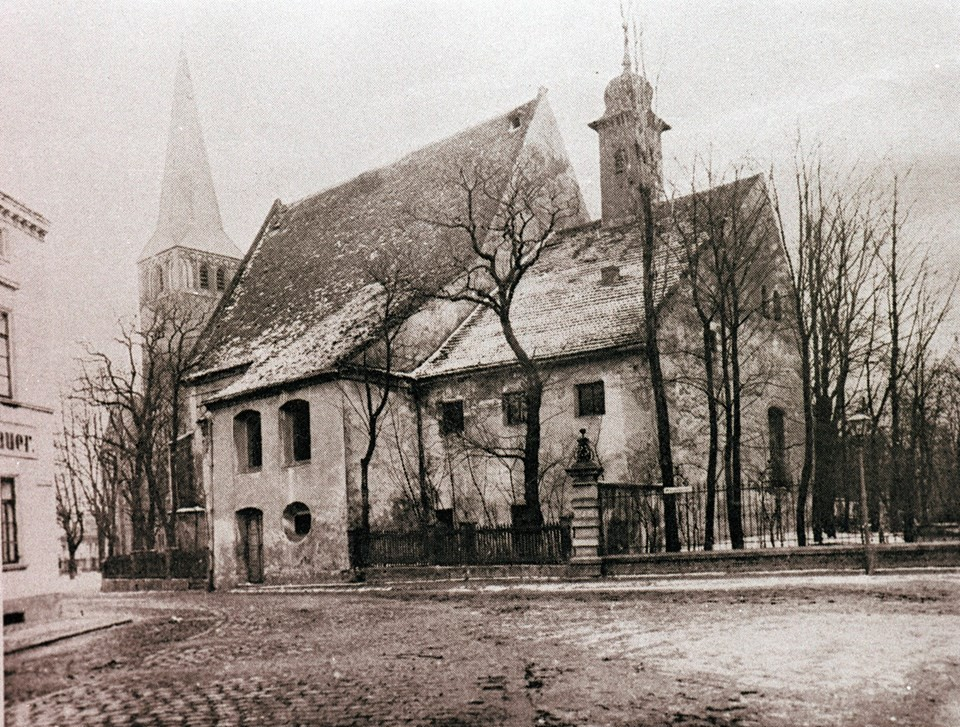
Klasztor kapucynów, przekazany ewangelikom w 1810

Następnie ewangelicy odprawiali nabożeństwa w kościele Świętych Apostołów Piotra i Pawła w Prudniku, a następnie otrzymali drewniany kościół pogrzebowy na cmentarzu, który jednak spłonął. W 1810 prudnicka gmina ewangelicka przejęła zamknięty w tym roku przez króla Fryderyka Wilhelma II klasztor kapucynów.
Pod koniec XIX wieku dotychczasowy kościół pokapucyński okazał się za mały dla rosnącej społeczności ewangelickiej w Prudniku. Położenie kamienia węgielnego pod nowy kościół miało miejsce 3 lipca 1902. Poświęcenie kościoła odbyło się w 1904. Podczas uroczystości, pastorowi Reinholdowi Klattowi wręczono Order Orła Czerwonego IV klasy, natomiast najstarszy członek wspólnoty ewangelickiej otrzymał Order Królewski Korony IV klasy.

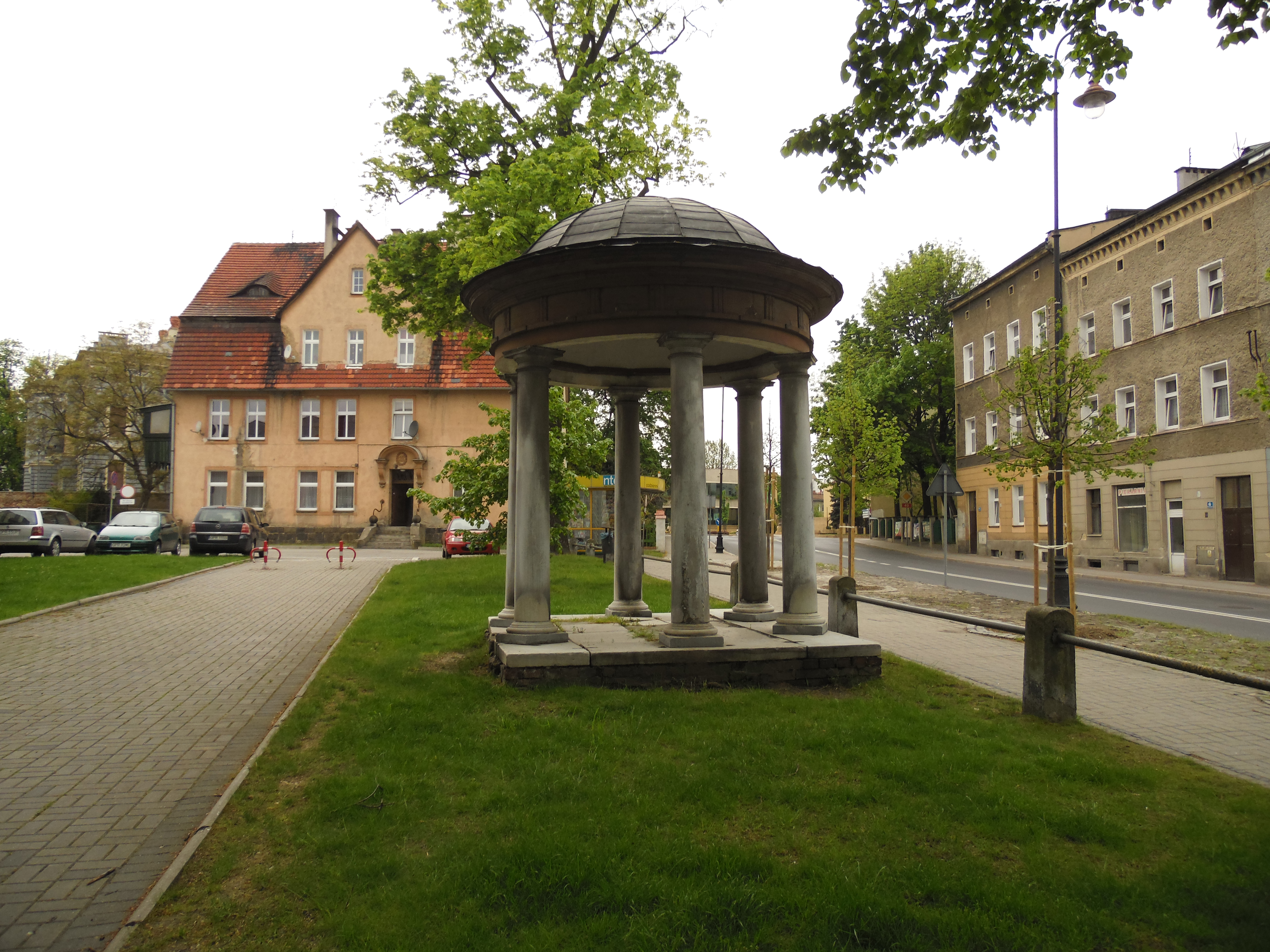
Miejsce dawnego cmentarza ewangelickiego i pastorówka

Parafia należała do prowincji śląskiej Ewangelickiego Kościoła Unii Staropruskiej. W 1910 ukończono budowę pastorówki w miejscu dawnego kościoła kapucynów. Mieściło się w niej mieszkanie rodziny pastora, biuro parafialne oraz sala lekcyjna dla konfirmowanych osób, nabożeństw itp. Większość prudnickich ewangelików mieszkało na Kolonii Karola Miarki.
Wspólnota ewangelicka w Prudniku istniała jeszcze w pierwszych latach po II wojnie światowej, zdziesiątkowana i ograniczona. Tworzyli ją pozostali w mieście Niemcy, a także polscy ewangelicy przesiedleni ze wschodniej Polski. Parafią opiekował się pastor Kreiner z Pabianic, który przeprowadził się z rodziną do Prudnika. Pełnił także służbę szkolną. Nabożeństwa oraz msze modlitewne odprawiano tylko w języku polskim, ponieważ publiczne mówienie po niemiecku było zabronione. Według wydanego w 1947 katolickiego Rocznika Administracji Apostolskiej Śląska Opolskiego, w Prudniku mieszkało 65 ewangelików. W wykazie parafii Polskiego Kościoła Ewangelicko-Augsburskiego diecezji katowickiej zamieszczonym w numerze „Strażnica Ewangeliczna” z 15 lutego 1950, administratorem duchownym kościoła w Prudniku był Leopold Raabe ze Świętochłowic. Prudnicka społeczność ewangelików stopniowo zanikała. Ostatniej konfirmacji w Prudniku udzielił 7 sierpnia 1949 pastor Raabe. Przystąpiło do niej siedem osób z Prudnika, Nysy i Dobroszewic.
| Miejscowość    | Liczba ewangelików |
| -------------- | ------------------ |
| Prudnik        | 65                 |
| Biała          | 2                  |
| Dytmarów       | 19                 |
| Grabina        | 6                  |
| Kórnica        | 5                  |
| Ligota Bialska | 3                  |
| Łącznik        | 5                  |
| Mochów-Pauliny | 1                  |
| Nowy Browiniec | 1                  |
| Pisarzowice    | 2                  |
| Przechód       | 4                  |
| Racławiczki    | 4                  |
| Rozkochów      | 1                  |
| Rzymkowice     | 1                  |
| Strzeleczki    | 1                  |
| Szybowice      | 13                 |
| Twardawa       | 2                  |
| Zielina        | 2                  |
| Łącznie: 137   |                    |

W drugiej połowie lat 60. XX wieku w Prudniku mieszkało 6 rodzin ewangelickich. Popadający w ruinę kościół Chrystusowy został rozebrany w latach 1968–1969. Rozbiórce próbował zapobiec proboszcz Niemysłowic i część mieszkańców Prudnika. W latach 80. XX wieku na jego miejscu zbudowano halę sportową.

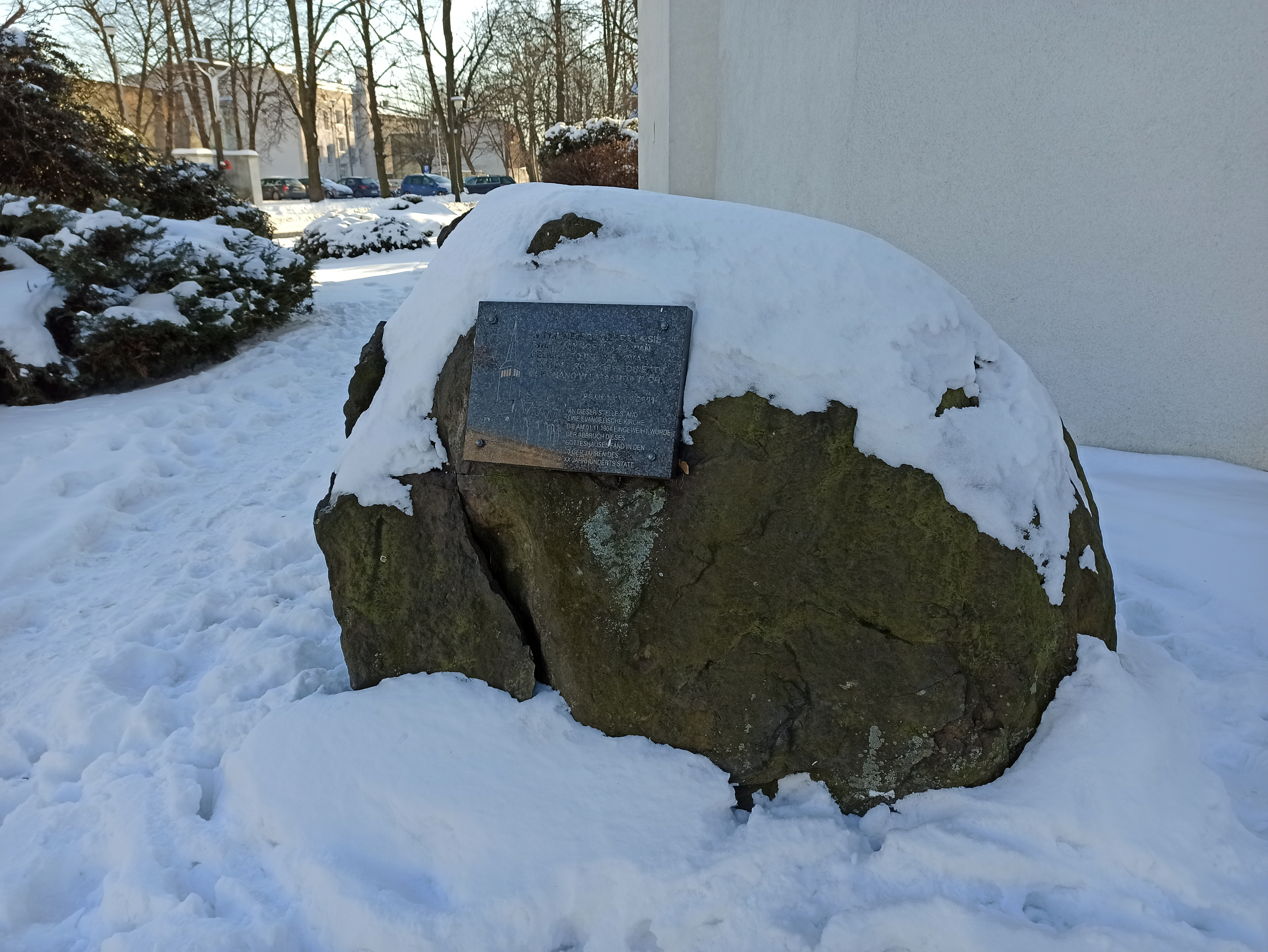
Głaz upamiętniający kościół

Od 1990 w Prudniku funkcjonuje protestancki zbór „Syloe” Kościoła Zielonoświątkowego w RP. W 2001 burmistrz Prudnika Zenon Kowalczyk zarządził postawienie, w pobliżu dawnej pasterówki, kamienia z pamiątkową tablicą, na której widnieje wizerunek kościoła ewangelickiego oraz dwujęzyczny (polsko-niemiecki) napis: „W tym miejscu wznosiła się świątynia kościoła ewangelickiego. Poświęcona 1 XI 1904 r. Rozbiórkę obiektu dokonano w latach 70-tych.”

## Pastorzy
| - 1554: Martin Kremmel, Dietrich Berek, Jakob Pue - 1556: Joachim Laurentius - 1558: Johann Müller (Möller) - 1560–1563: Thomas Thanhölzer - 1563: Salomon Scherer - 1574–1587: M. Stephan Henel - 1587–1589: Samuel Czepko - 1589–1591: Tobias Faber - 1592–1595: Johannes Hauschmidt - 1595–1611: Johann Neugebauer - 1611–1626: M. Kaspar Steube - 1626–1629, 1632: M. Jonathan Tilesius |  | - 1742–1763: Johann Albrecht Schüssler - 1764–1772: Samuel Gottfried Ratticke - 1772–1807: Christian Nerling - 1808–1835: Carl Ferdinand Ixenschmidt - 1836–1842: Gotthold Eduard Mehwald - 1842–1874: Ernst Samuel Rampoldt - 1874–1901: Andreas Friedrich Seiffert - 1902–1925: Reinhold Jakob Klatt - 1925–1935: Friedrich Hirschfelder - 1935–1941: Gerhard Posselt - 1942–1945: Johannes Martin Leuchtmann - 1945–1949: Kreiner - 1949–1950: Leopold Raabe |